# Sebastián Caballero
Sebastián Ignacio Caballero (Santa Fe, Argentina; 6 de enero de 1992) es un futbolista argentino. Juega como mediocampista por derecha, aunque también puede desempeñarse como mediocampista central, y su primer equipo fue Unión de Santa Fe. Actualmente se encuentra en Villacidrese de la Eccellenza de Italia.

## Trayectoria
Nacido en Santa Fe e hincha confeso de Unión, Sebastián Caballero se inició en la Escuelta de Fútbol del club. En 2009, con el equipo afuera de la pelea por el ascenso, el técnico Ariel Catinot comenzó a darle rodaje a varios jugadores de inferiores. El 20 de junio de ese año, Caballero tuvo su debut con la camiseta tatengue con apenas 17 años en la victoria 3 a 0 ante Aldosivi en Mar del Plata, por la última fecha del torneo de la Primera B Nacional. En dicho encuentro ingresó a los 37 del ST en reemplazo de César Pereyra.
Luego de su debut en Primera, bajó nuevamente a las divisiones inferiores, más precisamente a la cuarta de AFA. A mediados de 2011, con el ascenso de Unión a Primera División, fue convocado para integrar el plantel de Reserva comandado por Nicolás Frutos y Horacio Humoller. En julio de 2012 firmó su primer contrato profesional y por medio de un convenio entre ambos clubes, automáticamente es cedido a préstamo por un año a Deportivo Merlo junto con otros jóvenes jugadores tatengues como Ignacio Arce, Juan Rivas y Lionel Altamirano. En lo personal, la experiencia en el Charro fue positiva, ya que consiguió la continuidad que necesitaba, aunque deportivamente fue negativa ya que el equipo no logró evitar el descenso a la Primera B Metropolitana.
Retornó a Unión pero apenas sumó algunos minutos bajo la conducción de Facundo Sava. A principios de 2014, Leonardo Madelón asumió como nuevo técnico e incorporó a Alejandro Gagliardi; sin embargo, los bajos rendimientos mostrados por el volante cordobés le dieron a Caballero la chance de ser titular y ganarse un puesto en el equipo. En el Torneo Transición de ese año formó parte del plantel que logró el ascenso a Primera División, llegando a disputar 12 partidos en los que alternó titularidad y suplencia.
Ya en Primera División, sólo jugó 7 partidos durante el primer semestre de 2015 y al ser relegado en la consideración de Madelón, a mitad de año no se le renovó el contrato y quedó en libertad de acción. Estuvo seis meses sin club, hasta que a principios de 2016 arregló en Atlético Paraná. Su primer semestre en el Decano fue decididamente negativo, ya que las lesiones lo marginaron del equipo durante casi la totalidad del torneo. En la temporada 2017/18, de a poco comenzó a ganarse un lugar en la consideración de Darío Ortiz, y de la mano de Ricardo Pancaldo primero, y de Edgardo Cervilla después, terminó por afianzarse como titular, incluso convirtiendo el primer gol en su carrera profesional. Lamentablemente, las malas campañas llevaron al equipo paranaense a descender al Torneo Federal A.
Jugó también en Volos NFC y Niki Volos FC (ambos de Grecia).

## Estadísticas
- Actualizado al 11 de agosto de 2020

| Club                      | Div.                | Temporada           | Liga | Liga | Copa Nacional | Copa Nacional | Copa Internacional | Copa Internacional | Total | Total |
| Club                      | Div.                | Temporada           | PJ   | G    | PJ            | G             | PJ                 | G                  | PJ    | G     |
| ------------------------- | ------------------- | ------------------- | ---- | ---- | ------------- | ------------- | ------------------ | ------------------ | ----- | ----- |
| Unión Argentina           |                     |                     |      |      |               |               |                    |                    |       |       |
| 2.ª                       | 2008/09             | 1                   | 0    | -    | -             | -             | -                  | 1                  | 0     |       |
| 2.ª                       | 2009/10             | 0                   | 0    | -    | -             | -             | -                  | 0                  | 0     |       |
| 2.ª                       | 2010/11             | 0                   | 0    | -    | -             | -             | -                  | 0                  | 0     |       |
| 1.ª                       | 2011/12             | 0                   | 0    | 0    | 0             | -             | -                  | 0                  | 0     |       |
| 2.ª                       | 2013/14             | 14                  | 0    | 0    | 0             | -             | -                  | 14                 | 0     |       |
| 2.ª                       | 2014                | 12                  | 0    | -    | -             | -             | -                  | 12                 | 0     |       |
| 1.ª                       | 2015                | 7                   | 0    | 0    | 0             | -             | -                  | 7                  | 0     |       |
| Total                     | Total               | 34                  | 0    | 0    | 0             | -             | -                  | 34                 | 0     |       |
| Deportivo Merlo Argentina |                     |                     |      |      |               |               |                    |                    |       |       |
| 2.ª                       | 2012/13             | 13                  | 0    | 0    | 0             | -             | -                  | 13                 | 0     |       |
| Total                     | Total               | 13                  | 0    | 0    | 0             | -             | -                  | 13                 | 0     |       |
| Atlético Paraná Argentina |                     |                     |      |      |               |               |                    |                    |       |       |
| 2.ª                       | 2016                | 2                   | 0    | 0    | 0             | -             | -                  | 2                  | 0     |       |
| 2.ª                       | 2016/17             | 26                  | 1    | -    | -             | -             | -                  | 26                 | 1     |       |
| Total                     | Total               | 28                  | 1    | 0    | 0             | -             | -                  | 28                 | 1     |       |
| Volos · Grecia            |                     |                     |      |      |               |               |                    |                    |       |       |
| 3.ª                       | 2017/18             | ?                   | ?    | -    | -             | -             | -                  | ?                  | ?     |       |
| 2.ª                       | 2018/19             | 25                  | 1    | 3    | 0             | -             | -                  | 28                 | 1     |       |
| Total                     | Total               | 25                  | 1    | 3    | 0             | -             | -                  | 28                 | 1     |       |
| Niki Volos · Grecia       |                     |                     |      |      |               |               |                    |                    |       |       |
| 3.ª                       | 2019/20             | 13                  | 0    | 1    | 0             | -             | -                  | 14                 | 0     |       |
| Total                     | Total               | 13                  | 0    | 1    | 0             | -             | -                  | 14                 | 0     |       |
| Villacidrese · Italia     |                     |                     |      |      |               |               |                    |                    |       |       |
| 5.ª                       | 2022/23             | ?                   | ?    | -    | -             | -             | -                  | ?                  | ?     |       |
| Total                     | Total               | ?                   | ?    | -    | -             | -             | -                  | ?                  | ?     |       |
| Total en su carrera       | Total en su carrera | Total en su carrera | 113  | 2    | 4             | 0             | -                  | -                  | 117   | 2     |

## Palmarés

### Campeonatos nacionales
| Título          | Club      | País   | Año  |
| --------------- | --------- | ------ | ---- |
| Gamma Ethniki   | Volos NFC | Grecia | 2018 |
| Football League | Volos NFC | Grecia | 2019 |

### Otros logros
| Título                     | Club              | País      | Año  |
| -------------------------- | ----------------- | --------- | ---- |
| Ascenso a Primera División | Unión de Santa Fe | Argentina | 2014 |